# Sturmgewehr 44
Sturmgewehr 44, znana tudi pod imeni MP43, MP 44 in StG44 je bila jurišna puška razvita v nacistični nemčiji med drugo svetovno vojno. 
Vojaki so ti puški pravili kar »Sturmgewehr« - jurišno orožje. Dodeljena je bila samo elitnim in padalskim enotam saj je bilo te vrste pušk zelo malo, serijska izdelava pa je bila draga. Delovala je na principu odvoda smodniških plinov (pritisk izstreljenega naboja potisne zaklep nazaj), zato je bila prva predhodnica za današnja avtomatska orožja. 

1. ↑  http://weapon.at.ua/load/290-1-0-688; datum arhiviranja: 22 avgust 2011; URL v arhivu: https://www.webcitation.org/618KcSjRQ?url=http://weapon.at.ua/load/290-1-0-688.
2. 1 2 3  https://web.archive.org/web/20120611062621/http://www.gewehr.ru/assaultrifles/217-stg.-44-mp-43mp-44.html